# Шлепянов, Илья Юльевич
Илья Юльевич Шлепя́нов (27 октября [9 ноября] 1900, Чернигов — 21 декабря 1951, Москва) — советский театральный режиссёр и художник. Заслуженный артист РСФСР (1933), лауреат Сталинской премии (1946, 1951).

## Биография
Родился в Чернигове; в 1904 году семья переехала в Киев, где в 1919 году он окончип 1-е коммерческое училище и одновременно живописную школу художника А. С. Монко. Тогда же начал заниматься у петроградских педагогов, учеников В. Э. Мейерхольда в 1914—1917 годах А. М. и А. В. Смирновых, открывших в Киеве театральную студию. Продолжал занятия и поступив добровольцем в РККА, во время службы в Политуправлении 12-й армии в Киеве.
В 1922 году Шлепянов стал учеником В. Э. Мейерхольда в Государственных высших режиссёрских мастерских, которые окончил в 1925 году. Ещё во время учёбы оформил в Театре им. Мейерхольда три спектакля — «Д. E.» М. Подгаецкого (1924), «Учитель Бубус» А. Файко и «Мандат» Н. Эрдмана (1925), под руководством Мейерхольда разработал для них новаторские приёмы сценического оформления: подвижные щиты, трансформирующие сцену, вращающиеся концентрические круги-кольца и другие.
Поскольку в театре Мейерхольда спектакли мог ставить только сам художественный руководитель, Шлепянов вместе с несколькими молодыми актёрами (М. И. Жаровым, В. Ф. Фёдоровым и другими) в 1926 году покинул учителя, недолгое время был главным художником Бакинского рабочего театра, затем Реалистического театра в Москве, а с 1928 года — главным художником и режиссёром московского Театра Революции. Здесь Илья Шлепянов работал до 1937 года, оформил, в частности, получившие известность спектакли по пьесам Н. Погодина «Поэма о топоре» (1931), «Мой друг» (1932) и «После бала» (1934). Осуществил вместе с А. Д. Поповым знаменитую постановку «Ромео и Джульетты» (1935) с М. Бабановой, М. Астанговым, О. Пыжовой. Отдавал предпочтение конструктивно-архитектурному принципу оформления, используя фотомонтаж и отказываясь от плоскостных живописных декораций. Поставил ряд пьес современных советских драматургов, в том числе «Улицу радости» Н. А. Зархи и «На Западе бой» В. В. Вишневского.
Со второй половины 30-х годов Илья Шлепянов занимался преимущественно режиссурой. В 1938—1939 годах работал в
Ленинградском Малом театре оперы и балета, где поставил, в частности, оперу Д. Кабалевского «Кола Брюньон». В 1939—1940 — художественный руководитель Большого театра оперы и балета БССР (Минск). В 1940—1942 в Москве руководил Театром имени Ленсовета, во время эвакуации театра в город Бийск выступал на сцене Бийского городского театра. В 1942—1944 руководил Театром Сатиры.
В 1944 — 1951 годах был главным режиссёром ЛАТОБ имени С. М. Кирова. Поставил «Орлеанскую деву» П. Чайковского и «Семью Тараса» Д. Кабалевского. В этот же период поставил в Большом драматическом театре «Много шума из ничего» Шекспира и «Бесприданницу» А. Островского.
Похоронен в Москве на Донском кладбище.

## Семья
Был женат на актрисе Наталье Семёновне Свитальской; старший сын, Юрий (1925—1985) — участник Великой Отечественной войны, имел боевые награды, в том числе орден Красной Звезды и медаль «За взятие Берлина»; был ведущим конструктором в оборонной промышленности, награждён орденом «Знак Почёта».
Вторым браком был женат на дочери флигель-адъютанта царской армии Евгении Николаевне Страховой; младший сын, Александр Шлепянов, стал сценаристом, среди его работ — сценарии фильмов «Мёртвый сезон» и «Пиковая дама».

## Награды и звания
- заслуженный артист РСФСР (1933)
- орден Трудового Красного Знамени (20.06.1940) — за выдающиеся заслуги в деле развития белорусского театрального и музыкального искусства
- Сталинская премия первой степени (1946) — за постановку оперы «Орлеанская дева» П. И. Чайковского[4]
- Сталинская премия второй степени (1951) — за постановку оперы «Семья Тараса» Д. Кабалевского[5]

## Творчество

### Режиссёрские работы
Театр Революции
- 1931 — «Стройфронт» А. И. Завалишина; художник И. Шлепянов
- 1932 — «Улица радости» Н. А. Зархи; художник И. Шлепянов
- 1933 — «На Западе бой» В. В. Вишневского; художник И. Шлепянов
- 1934 — «Личная жизнь» В. А. Соловьёва
- 1935 — «Ромео и Джульетта» У. Шекспира (совместно с А. Д. Поповым); художник И. Шлепянов
- 1936 — «Концерт» («Александр Шигорин») А. М. Файко
- 1936 — «Гибель эскадры» А. Е. Корнейчука

Театр имени Ленсовета, Москва
- 1940 — «Севильский цирюльник» Бомарше (художник Н. Прусаков)
- 1941 — «Бабий бунт» Д. Смолина (по Аристофану) (художник Н. Прусаков)
- 1941 — «Сокровище Сампо» Д. А. Щеглова (художник М. Черемных)

Театр оперы и балета им. С. М. Кирова
- 1944 — «Травиата» Д. Верди
- 1945 — «Евгений Онегин» П. И. Чайковского
- 1945 — «Орлеанская дева» П. И. Чайковского
- 1946 — «Дуэнья» С. Прокофьева
- 1947 — «Князь-озеро» И. Дзержинского
- 1949 — «Борис Годунов» М. Мусоргского
- 1950 — «Мазепа» П. И. Чайковского Сцена из спектакля «Мой друг» Н. Погодина. Гай — М. Ф. Астангов (справа). Руководящее лицо — М. М. Штраух. Постановка А. Попова. Художник И. Шлепянов. Театр Революции, 1932 г.
- 1950 — «Семья Тараса» Д. Кабалевского
- 1951 — «Иван Болотников» Л. Степанова

Большой драматический театр
- 1946 — «Много шума из ничего» У. Шекспира; художники Т. Г. Бруни и И. Ю. Шлепянов
- 1948 — «Бесприданница» А. Островского; художник В. В. Дмитриев

### Сценография
Театр им. Мейерхольда
- 1924 — «Д. E.» Подгаецкого; режиссёр В. Э. Мейерхольд (совместно с В. Ф. Фёдоровым)
- 1925 — «Учитель Бубус» А. Файко; режиссёр В. Э. Мейерхольд
- 1925 — «Мандат» Н. Эрдмана; режиссёр В. Э. Мейерхольд (совместно с П. В. Вильямсом

Реалистический театр
- 1929 — «Норд-Ост» Д. Щеглова; режиссёр В. Ф. Фёдоров

Театр Революции
- 1928 — «Гоп-ля, мы живём!» Э. Толлера; режиссёр В. Ф. Фёдоров
- 1929 — «Гора» З. А. Чалой; режиссёр К. А. Зубов
- 1930 — «Партбилет» А. И. Завалишина; режиссёр В. Ф. Фёдоров
- 1930 — «История одного убийства» М. Ю. Левидова по М.Андерсону и Г. Хикерсону; режиссёр Л. А. Волкова
- 1931 — «Поэма о топоре» Н. Погодина; режиссёр А. Д. Попов
- 1932 — «Мой друг» Н. Погодина; режиссёр А. Д. Попов
- 1934 — «После бала» Н. Погодина; режиссёр А. Д. Попов
- 1935 — «Ромео и Джульетта» У. Шекспира